# Pittsburgh Channel
Pittsburgh Channel är ett sund i Kanada.   Det ligger i provinsen Ontario, i den sydöstra delen av landet, 300 km väster om huvudstaden Ottawa.